# Schaapskikker
De schaapskikker (Hypopachus variolosus) is een kikker uit de familie smalbekkikkers (Microhylidae). De soort werd voor het eerst wetenschappelijk beschreven door Edward Drinker Cope in 1866.
In het verleden zijn verschillende wetenschappelijke namen gebruikt voor deze soort, zoals Systoma variolosum, Hypopachus cuneus, Engystoma inguinalis, Hypopachus Seebachi en Engystoma variolosum.

## Verspreiding en habitat
Deze soort komt voor in Centraal-Amerika en in de Verenigde staten in zuidoostelijk Texas. De schaapskikker leeft in wat drogere streken maar op wat vochtigere plaatsen als oevers van rivieren en meren, waar de kikker op de modderige oevers te vinden is.

## Uiterlijke kenmerken
Het lichaam is erg dik en log en heeft een bruine rugkleur met enkele zwarte vlekken en een witte buik met vele zwarte vlekken. De flanken zijn meestal lichtbruin of grijs. De schaapskikker is te herkennen aan een zeer spitse snuit en de daardoor smalle bek en ook de lichter gekleurde zeer dunne groef op het midden van de rug is een typisch kenmerk.

## Algemeen
De Nederlandstalige naam schaapskikker is te danken aan de lokroep van de mannetjes die een zeer luid en schaap-achtig geluid produceren dat sterk doet denken aan blaten. Het voedsel bestaat uit mieren en termieten, terwijl deze insecten door andere dieren juist sterk gemeden worden. De maximale lengte is 5 centimeter, maar in sommige streken blijft de kikker echter onder de drie centimeter.